# Acrocercops crystallopa
Acrocercops crystallopa är en fjärilsart som beskrevs av Edward Meyrick 1916. Acrocercops crystallopa ingår i släktet Acrocercops och familjen styltmalar. Inga underarter finns listade i Catalogue of Life.